# Kaišiadorys
Kaišiadorys ( escoltar (?·pàg.)) és una ciutat de Lituània situada al comtat de Kaunas entre les dues ciutats més principals del país Vílnius i Kaunas.
És coneguda per les seves granges d'aviram. L'institut veterinari lituà està situat en la ciutat. Kaišiadorys és un dels sis centres diocesans de Lituània, i és seu de la catedral de la Transfiguració de Crist construïda el 1932.

## Etimologia
El nom de la ciutat és d'origen asiàtic a causa d'un noble Chaišadaras tàrtar que va viure en l'àrea durant el segle xvi.

## Història
La ciutat va començar el seu creixement quan es va construir la via fèrria el 1871 que connectava Vílnius amb Liepāja. El 1915 sota l'ocupació alemanya durant la Primera Guerra Mundial, va esdevenir capital d'una unitat administrativa per primera vegada. El 1919 un primer tren va fer el recorregut de Kaišiadorys a Radviliškis. Mentre que Trakai i la resta de la regió de Vílnius estaven sota control polonès, Kaišiadorys va esdevenir capital temporal de Trakai Apskritis.

## Personatges famosos
El primer president de l'acabada de restablir República de Lituània, Algirdas Brazauskas, va ser alumne a Kaišiadorys en la seva joventut, una escola secundària porta el seu nom. Un dels millors jugadors de bàsquet d'Europa Ramūnas Šiškauskas va néixer a Kaišiadorys i va començar la seva carrera professional allà. El primer pilot lituà en competir en l'àmbit internacional, Kazimieras Vasiliauskas, és també de la ciutat.